# Сузунский район
Сузу́нский райо́н — административно-территориальная единица (район) и муниципальное образование (муниципальный район) в Новосибирской области России.
Административный центр — рабочий посёлок Сузун.

## География
Район расположен на юго-востоке Новосибирской области. Граничит с Ордынским, Искитимским и Черепановским районами Новосибирской области, а также Алтайским краем.
По территории района протекает река Обь. Территория района по данным на 2008 год — 474,6 тыс. га (2,7 % от территории области), в том числе сельхозугодья — 285,3 тыс. га (60,1 % всей площади района).

## История
Район образован в 1925 году в составе Каменского округа Сибирского края; в составе Каменского округа также был создан Битковский район, который 11 октября 1927 был  передан в Новосибирский округ. В 1930 году Сибирский край был разделён на западную и восточную части (округа при этом были упразднены), и оба района оказались в составе Западно-Сибирского края. 2 марта 1932 Сузунский и Битковский районы были объединены в один Лушниковский район с райцентром в селении Лушники, а уже 10 декабря того же года вновь восстановлен Сузунский район с центром в селе Завод-Сузун. В 1937 году район был включён в состав новообразованной Новосибирской области.

## Достопримечательности
- Историко-промышленный музей «Толчельня»;
- Монетный двор;
- Дом управляющего Сузунским медеплавильным завода Александра Александровича Черкасова (1873—1883);
- Памятник Сибирской монете;
- Центр исторической информации Сузунского района;
- Музей иконы;
- Здание бывшей церковно-приходской школы Колывано-Воскресенского завода;
- Сузунский аквапарк[4].

## Население
| 2002    | 2009    | 2010    | 2011    | 2012    | 2013    | 2014    |
| ------- | ------- | ------- | ------- | ------- | ------- | ------- |
| 34 917  | ↘33 681 | ↘33 510 | ↘32 579 | ↗32 600 | ↗32 669 | ↘32 636 |
| 2015    | 2016    | 2017    | 2018    | 2019    | 2020    | 2021    |
| ↘32 505 | ↘32 324 | ↘32 212 | ↗32 318 | ↘31 865 | ↘31 679 | ↗31 714 |

### Урбанизация
В городских условиях (рабочий посёлок Сузун) проживают  48,82 % населения района.

## Муниципально-территориальное устройство
В муниципальный район входят 15 муниципальных образований, в том числе 1 городское поселение и 14 сельских поселений.
| №        | Муниципальное образование | Административный центр | Количество населённых пунктов | Население (чел.) | Площадь (км²) |
| -------- | ------------------------- | ---------------------- | ----------------------------- | ---------------- | ------------- |
| 1e-06    | Городское поселение:      |                        |                               |                  |               |
| 1        | рабочий посёлок Сузун     | рабочий посёлок Сузун  | 4                             | ↗15 715          | 18, 2487      |
| 1.000002 | Сельские поселения:       |                        |                               |                  |               |
| 2        | Битковский сельсовет      | село Битки             | 4                             | ↘1385            | 419,67        |
| 3        | Бобровский сельсовет      | село Бобровка          | 2                             | ↘1925            | 153,15        |
| 4        | Болтовский сельсовет      | село Болтово           | 3                             | ↘1282            | 227,34        |
| 5        | Верх-Сузунский сельсовет  | село Верх-Сузун        | 2                             | ↘862             | 190,10        |
| 6        | Заковряжинский сельсовет  | село Заковряжино       | 1                             | ↘1142            | 167,89        |
| 7        | Каргаполовский сельсовет  | село Каргаполово       | 4                             | ↘928             | 212,73        |
| 8        | Ключиковский сельсовет    | село Ключики           | 2                             | ↘1221            | 133,72        |
| 9        | Малышевский сельсовет     | село Малышево          | 4                             | ↘741             | 175,27        |
| 10       | Маюровский сельсовет      | село Маюрово           | 3                             | ↘450             | 218,66        |
| 11       | Меретский сельсовет       | село Мереть            | 3                             | ↘977             | 111,34        |
| 12       | Мышланский сельсовет      | село Мышланка          | 1                             | ↘867             | 175,26        |
| 13       | Шайдуровский сельсовет    | село Шайдурово         | 2                             | ↘1238            | 163,86        |
| 14       | Шарчинский сельсовет      | село Шарчино           | 3                             | ↘857             | 248,53        |
| 15       | Шипуновский сельсовет     | село Шипуново          | 4                             | ↘1870            | 323,23        |

### Населённые пункты
В Сузунском районе 42 населённых пункта.
| №  | Населённый пункт     | Тип                     | Население | Муниципальное образование |
| -- | -------------------- | ----------------------- | --------- | ------------------------- |
| 1  | Артамоново           | село                    | ↘73       | Битковский сельсовет      |
| 2  | Бедрино              | село                    | ↘299      | Болтовский сельсовет      |
| 3  | Битки                | село                    | ↘1184     | Битковский сельсовет      |
| 4  | Бобровка             | село                    | ↘1700     | Бобровский сельсовет      |
| 5  | Болтово              | село                    | ↗995      | Болтовский сельсовет      |
| 6  | Верх-Сузун           | село                    | ↘829      | Верх-Сузунский сельсовет  |
| 7  | Заковряжино          | село                    | ↘1142     | Заковряжинский сельсовет  |
| 8  | Земледелец           | посёлок                 | ↘433      | Ключиковский сельсовет    |
| 9  | Зорино               | село                    | ↘142      | Каргаполовский сельсовет  |
| 10 | Камышинка            | деревня                 | ↘153      | Верх-Сузунский сельсовет  |
| 11 | Каргаполово          | село                    | ↘606      | Каргаполовский сельсовет  |
| 12 | Клитенка             | посёлок                 | ↘4        | Шипуновский сельсовет     |
| 13 | Клыгино              | населённый пункт        | ↘20       | Малышевский сельсовет     |
| 14 | Ключики              | село                    | ↘810      | Ключиковский сельсовет    |
| 15 | Красный Камешок      | посёлок                 | ↗195      | Бобровский сельсовет      |
| 16 | Кротово              | деревня                 | ↘6        | Меретский сельсовет       |
| 17 | Лесниковский         | посёлок                 | ↘322      | Меретский сельсовет       |
| 18 | Лушники              | село                    | ↘91       | Болтовский сельсовет      |
| 19 | Малая Крутишка       | деревня                 | ↘259      | Шайдуровский сельсовет    |
| 20 | Малышево             | село                    | ↘624      | Малышевский сельсовет     |
| 21 | Маюрово              | село                    | ↘482      | Маюровский сельсовет      |
| 22 | Мереть               | село                    | ↘694      | Меретский сельсовет       |
| 23 | Мышланка             | село                    | ↘867      | Мышланский сельсовет      |
| 24 | Нижний Сузун         | село                    | ↘31       | Малышевский сельсовет     |
| 25 | Новоосиновский       | железнодорожный разъезд | ↘30       | рабочий посёлок Сузун     |
| 26 | Плоское              | село                    | ↘217      | Шарчинский сельсовет      |
| 27 | Поротниково          | деревня                 | ↘162      | Малышевский сельсовет     |
| 28 | Рождественка         | село                    | ↘26       | Маюровский сельсовет      |
| 29 | Сузун                | рабочий посёлок         | ↗15 482   | рабочий посёлок Сузун     |
| 30 | Тараданово           | деревня                 | ↘221      | Каргаполовский сельсовет  |
| 31 | Тараданово           | железнодорожная станция | ↘0        | Каргаполовский сельсовет  |
| 32 | Татчиха              | деревня                 | ↘40       | Маюровский сельсовет      |
| 33 | Участок Нечунаевский | населённый пункт        | ↗188      | рабочий посёлок Сузун     |
| 34 | Участок Новостройка  | населённый пункт        | ↘60       | рабочий посёлок Сузун     |
| 35 | Фёдоровский          | посёлок                 | ↘37       | Шарчинский сельсовет      |
| 36 | Харьковка            | посёлок                 | ↘107      | Битковский сельсовет      |
| 37 | Холодное             | деревня                 | ↘417      | Шипуновский сельсовет     |
| 38 | Шайдурово            | село                    | ↗1050     | Шайдуровский сельсовет    |
| 39 | Шарчино              | село                    | ↘731      | Шарчинский сельсовет      |
| 40 | Шигаево              | село                    | ↘243      | Битковский сельсовет      |
| 41 | Шипуново             | село                    | ↘1379     | Шипуновский сельсовет     |
| 42 | Шипуновский          | посёлок                 | ↘155      | Шипуновский сельсовет     |

### Упразднённые населённые пункты
74 квартал — после 1953 года.
В 1971 году упразднены:  Караканский, Никольский Битковского сельсовета, Известковый, Малая Бобровка Бобровского сельсовета, Маломалышевка Каргопольского сельсовета, Гончарка Меретского сельсовета, бакен Косачева Малышевского сельсовета, участки № 212, Вороний Брод, Мастерский-5, пос. Откормсовхоза Сузунского поселкового совета.
15 февраля 2002 года упразднён поселок Горбуниха.

## Экономика

### Промышленность
Главными промышленными предприятиями района являются: ОАО «Эффект», Сузунское ППО «Хлебокомбинат», ЗАО «Идея», АО ПФК Обновление, ОАО «Сузунское ремонтно-техническое предприятие», ЗАО Маслосырзавод «Сузунский», ООО "Болтовский маслосырзавод", ООО "Шайдуровский маслосырзавод" ООО" Добродар"

### Сельское хозяйство
Сельскохозяйственным производством занимаются 13 акционерных обществ, 115 крестьянско-фермерских хозяйств и личные подсобные хозяйства населения. В сельском хозяйстве занято 32,5 % всех работающих. Основная специализация сельскохозяйственных предприятий — производство зерна, мяса и молока.

## Транспорт
По территории района проходит железнодорожная линия «Карасук—Алтайская» Западно-Сибирской железной дороги. Протяжённость автомобильных дорог — 340,5 км, из них с твёрдым покрытием — 309,6 км.

## Археология
- К юго-востоку от деревни Кротово найдено поселение племён, культура которых в честь находящегося рядом села получила название кротовской. Кротовская культура относится к середине II тысячелетия до н. э., когда на территории Западной Сибири начался бронзовый век. Кротовцы занимались скотоводством, охотой и рыболовством. На территории поселения найдены каменные орудия и бронзовые инструменты.

## Культура
Сузунская централизованная библиотечная система, которая включает 24 библиотеки. Директор Л.В. Панова. Штат на 2022 год составляет 52 человека.  Фонд составляет  228, 5 тыс. единиц хранения. Из них 550 тысяч книг.
В 1976 году в районе  проведена централизация библиотечного обслуживания населения. Районная библиотека становится центральной, а сельские - ее филиалами. Штат работников библиотеки увеличился до 16 человек. Появились отделы обслуживания, комплектования и обработки литературы, стал комплектоваться единый обменный фонд для сельских библиотек.
Краеведение всегда являлось основным направлением в работе библиотеки. В течение трех лет (1993-1995г.г.) на базе районной библиотеки работала областная лаборатория творческого поиска по проблемам библиотечного краеведения.
1999 год знаменателен тем, что библиотека переехала в новое здание в центре Сузуна. Сузунская центральная библиотека является головным учреждением для сельских библиотек района. Сузунская ЦБС объединяет 24 библиотеки, куда входят центральная библиотека, детский отдел, поселковое отделение и 21 сельская библиотека.
Библиотека находится в модернистском здании 1980 года постройки, площадью 1060 метров. В 2022 году на фасаде здания нанесен мурал, выполненный новосибирскими стрит-артистами: Евгением Борисовым и Вячеславом Лиманом.
В 2019 модернизацию по Федеральному проекту "Культурная среда" национального проекта "Культура" прошла Центральная библиотека Сузунская района, в 2021 году Сузунская детская модельная библиотека.
В Сузунском районном доме культуры с 1967 году работает Сузунский русский народный хор.

## Выдающиеся жители
Герой Советского Союза
- Василий Андреевич Левин;
- Виктор Савельевич Гаврилов;
- Григорий Исаевич Выглазов.

Полные кавалеры ордена Славы
- Трифон Васильевич Фартышев;
- Александр Фёдорович Дружкин;
- Петр Иванович Зырянов[23].